# Katha prabana
Katha prabana — вид метеликів родини Ведмедиці (Arctiidae). Метелик зустрічається на островах Індонезії та у М'янмі..
Мешкає у низинних дощових лісах. Крила червоно-сірого забарвлення з світло-жовтими краями.